# Jon Belaustegui Ruano
Jon Belaustegui Ruano (Sant Sebastià, País Basc 1979) és un jugador d'handbol basc, guanyador d'una medalla olímpica.
Va néixer el 19 de març de 1979 a la ciutat de Sant Sebastià, població situada a la província de Guipúscoa.

## Carrera esportiva

### Trajectòria per equips
| Temporades            | Club                 | Lliga      | País      |
| --------------------- | -------------------- | ---------- | --------- |
| 1996/1997 - 1998/1999 | FC Barcelona         | ASOBAL     | Catalunya |
| 1999/2000 - 2000/2001 | BM Valladolid        | ASOBAL     | Espanya   |
| 2001/2002 - 2002/2003 | Caja España Ademar   | ASOBAL     | Espanya   |
| 2002/2003 - 2004/2005 | HSV Hamburg          | Bundesliga | Alemanya  |
| 2005/2006 - 2006/2007 | BM Ciudad Real       | ASOBAL     | Espanya   |
| 2007/2008 - 2008/2009 | BM Logroño           | ASOBAL     | Espanya   |
| 2009/2010 - 2010/2011 | Portland San Antonio | ASOBAL     | País Basc |

### Trajectòria per selecció
Va participar, als 25 anys, en els Jocs Olímpics d'Estiu de 2004 realitzats a Atenes (Grècia), on va aconseguir guanyar un diploma olímpic amb la selecció espanyola d'handbol en finalitzar setens en la competició masculina olímpica. En els Jocs Olímpics d'Estiu de 2008 realitzats a Pequín (República Popular de la Xina) va aconseguir guanyar la medalla de bronze en guanyar en el partit pel tercer lloc la selecció de Croàcia.
Al llarg de la seva carrera ha guanyat una medalla en el Campionat d'Europa d'handbol i una medalla en els Jocs del Mediterrani.